# Società Sportiva Dilettantistica Empoli Ladies FBC
La Società Sportiva Dilettantistica Empoli Ladies FBC, conocido como Empoli Ladies, es la sección de fútbol femenino del club italiano Empoli Football Club, con sede en la ciudad de Empoli (Florencia), en Toscana. Fue fundado en 2016. Actualmente, solo compite en el sector juvenil.

## Historia
El Empoli Football Club fundó su sección femenina en el 2016, tras adquirir el 51% de las cuotas sociales del Castelfranco Femminile, con el que ya había colaborado durante la temporada anterior. En su primera temporada, el club logró el ascenso a la Serie A.
En 2022, los derechos del Empoli Ladies fueron adquiridos por el Parma Calcio 1913, que fundó su equipo femenino, el Parma Calcio 2022.

## Palmarés
| Competición nacional | Títulos  | Subcampeonatos |
| -------------------- | -------- | -------------- |
| Serie B (1/0)        | 2016-17. |                |